# Sveno Cnattingius
Sveno Cnattingius (Knating), född 1555 i Västerlösa socken, död 1592 i Skeppsås socken, var en svensk kyrkoherde i Skeppsås församling.

## Biografi
Sveno Cnattingius föddes 1555 på Hölja i Västerlösa socken. Han var son till bonden Jon Jonsson och Anna Nilsdotter. Cnattingius blev 1574 student vid Uppsala universitet, Uppsala och prästvigdes 1577 till komminister i Älvestads församling. Han blev 1582 kyrkoherde i Skeppsås församling. Cnattingius avled 1592 i Skeppsås socken. En minnestavla sattes upp efter honom i kyrkan.

### Familj
Cnattingius gifte sig med en dotter till kyrkoherden Erlandus i Östra Ny socken. De fick tillsammans barnen Erland (död 1589), Jonas, Ingrid (död 1589), Margaretha (död 1589), Kjerstin (död 1589) och Nicolaus Cnattingius (1588–1672). Änkan gifte sedan om sig med kyrkoherden Johannes Eld i Skeppsås socken och Matthias Erici (Angermannus) i Skeppsås socken.